# Hannah Schmidt
Hannah Schmidt (Ottawa, 4 agosto 1994) è una sciatrice freestyle canadese, specialista dello ski cross.

## Biografia
Sorella dello sciatore freestyle di alto livello Jared e specialista dello ski cross, Schmidt è attiva a livello internazionale dal febbraio 2018. Ha esordito in Coppa del Mondo il 26 gennaio 2019 giungendo 27ª a Blue Mountain e ha ottenuto il suo primo podio il 9 dicembre 2022 a Val Thorens, classificandosi 2ª nella gara vinta dalla svedese Sandra Näslund.

## Palmarès

### Coppa del Mondo
- Miglior piazzamento nella Coppa del Mondo di ski cross: 4ª nel 2024
- 9 podi:
  - 4 vittorie
  - 1 secondo posto
  - 4 terzi posti

#### Coppa del Mondo - vittorie
| Data             | Luogo     | Paese    | Disciplina |
| ---------------- | --------- | -------- | ---------- |
| 12 dicembre 2023 | Arosa     | Svizzera | SX         |
| 20 gennaio 2024  | Nakiska   | Canada   | SX         |
| 21 gennaio 2024  | Nakiska   | Canada   | SX         |
| 16 gennaio 2025  | Reiteralm | Austria  | SX         |

Legenda:

SX = Ski cross